# Hybolasioptera fasciata
Hybolasioptera fasciata är en tvåvingeart som först beskrevs av Jean-Jacques Kieffer 1904.  Hybolasioptera fasciata ingår i släktet Hybolasioptera och familjen gallmyggor. Inga underarter finns listade i Catalogue of Life.